# Abrosoma gibberum
Abrosoma gibberum är en insektsart som beskrevs av Brock och Francis Seow-Choen 1995. Abrosoma gibberum ingår i släktet Abrosoma och familjen Aschiphasmatidae. Inga underarter finns listade i Catalogue of Life.